# Pays-Bas aux Jeux olympiques d'été de 2004
Les Pays-Bas participent aux Jeux olympiques d'été de 2004 à Athènes. 210 athlètes néerlandais, 134 hommes et 76 femmes, ont participé à 99 compétitions, dans 22 sports. Ils y ont obtenu 22 médailles : 4 d'or, 9 d'argent et 9 de bronze.

## Médailles

### Médailles d'or
| Sport              | Discipline | Sportifs | Performance |
| Médailles d'or : 4 |            |          |             |
|                    |            |          |             |
|                    |            |          |             |
|                    |            |          |             |
|                    |            |          |             |

### Médailles d'argent
| Sport                  | Discipline | Sportifs | Performance |
| Médailles d'argent : 9 |            |          |             |
|                        |            |          |             |
|                        |            |          |             |
|                        |            |          |             |
|                        |            |          |             |
|                        |            |          |             |
|                        |            |          |             |
|                        |            |          |             |
|                        |            |          |             |
|                        |            |          |             |

### Médailles de bronze
| Sport                   | Discipline | Sportifs | Performance |
| Médailles de bronze : 9 |            |          |             |
|                         |            |          |             |
|                         |            |          |             |
|                         |            |          |             |
|                         |            |          |             |
|                         |            |          |             |
|                         |            |          |             |
|                         |            |          |             |
|                         |            |          |             |
|                         |            |          |             |

## Athlètes engagés

### Cyclisme

#### Cyclisme sur route
L'équipe néerlandaise féminine de cyclisme sur route comprend trois coureuses : Mirjam Melchers, Leontien van Moorsel, qui disputent la course en ligne et le contre-la-montre, et Anouska van der Zee, qui ne dispute que la course en ligne.
Trois fois médaillée d'or aux Jeux de 2000, Leontien van Moorsel obtient un quatrième titre olympique en s'imposant lors du contre-la-montre.
| Course en ligne : - Mirjam Melchers : 6e - Anouska van der Zee : abandon - Leontien van Moorsel : abandon | Contre-la-montre : - Leontien van Moorsel : Médaillée d'or - Mirjam Melchers : 13e |

L'équipe masculine néerlandaise pour la course en ligne est composée de cinq coureurs : Max van Heeswijk, que le sélectionneur Gerrie Knetemann espère voir décrocher une médaille en cas d'arrivée au sprint, Michael Boogerd, Erik Dekker, qui ont un « rôle libre », Karsten Kroon et Servais Knaven. Thomas Dekker représente les Pays-Bas au contre-la-montre.
| Course en ligne : - Max van Heeswijk : 17e - Erik Dekker : 41e - Karsten Kroon : 52e - Servais Knaven : abandon - Michael Boogerd : abandon | Contre-la-montre : - Thomas Dekker : 20e |